# Brokspringhöna
Brokspringhöna (Turnix varius) är en fågel i familjen springhöns inom ordningen vadarfåglar.

## Utseende och läte
Brokspringhönan är en intrikat tecknad springhöna med mörkt öga. Ljusa fläckar och streck syns på bröst, buk, vingar och flanker. I flykten uppvisar den kontrast mellan mer rödaktig rygg och gråtonad övergump. Vidare har den ett ljust ögonbrynsstreck, dock ej lika tydligt avgränsat än hos stäppvaktel. Lätet är ett ihållande mjukt dånande. Även snabba fräsande "bub-bub-bub-bub" kan höras.

## Utbredning och systematik
Brokspringhöna delas in i två underarter med följande utbredning:
- Turnix varius scintillans – förekommer på Houtman Abrolhos (utanför sydvästra Australien)
- Turnix varius varius – förekommer i sydvästra, östra och sydöstra Australien och Tasmanien

Nyakaledonienspringhönan behandlades tidigare som underart till brokspringhönan. Den urskiljs dock numera allt oftare som egen art.

## Levnadssätt
Brokspringhönan hittas i torrt landskap. Där ses den födosöka i djupa samlingar av torra löv genom att göra en skrapande cirkelformad rörelse. Liksom andra springhöns har den ett polyandriskt häckningsbeteende, där honan parar sig med flera hanar. Det är honan som är mer färgglatt tecknad, initierar parning och bygger boet, medan den blekare tecknade hanen ruvar äggen och tar hand om ungarna.

## Status och hot
Arten har ett stort utbredningsområde, men tros minska i antal, dock inte tillräckligt kraftigt för att den ska betraktas som hotad. Internationella naturvårdsunionen IUCN listar arten som livskraftig (LC).

## Bilder

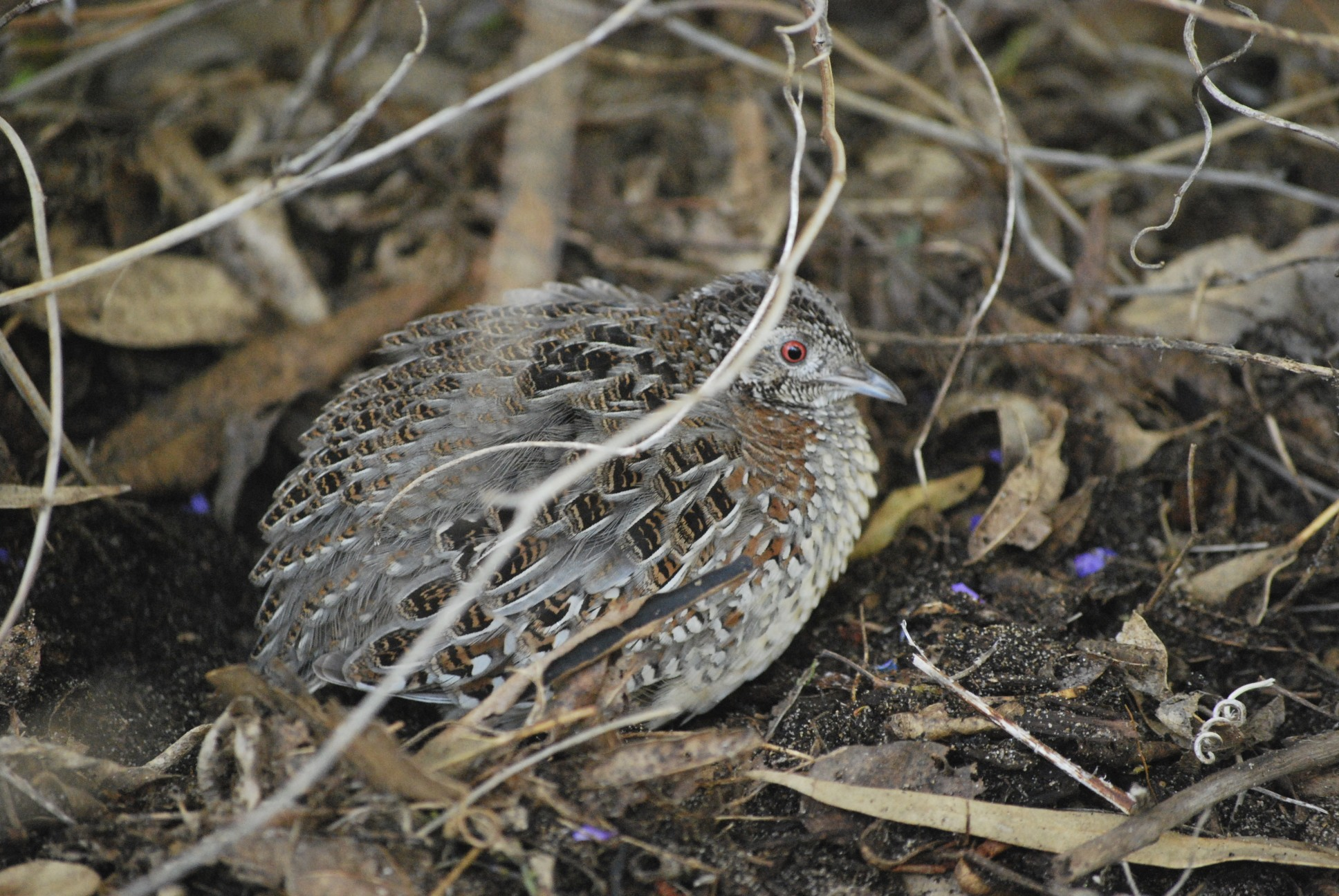